# Шатах, Мухаммед
Мухаммед Шатах (араб. محمد بهاء شطح‎; 1951 — 27 декабря 2013, Бейрут) — ливанский экономист и политик, министр финансов в 2008—2009 годах. Погиб во время теракта 27 декабря 2013 года.

## Биография
Мухаммед Шатах был послом Ливана в США, советником будущего премьер-министра Саада Харири с августа 2005 по июль 2008 года и принадлежал к движению «Аль-Мустакбаль». Мухаммед Шатах погиб во время мощного взрыва в центре Бейрута.
Мухаммед Шатах выступал против президента Сирии Башара аль-Асада.